# Sönnerstträsket
Sönnerstträsket är en sjö i Älvsbyns kommun i Norrbotten och ingår i Piteälvens huvudavrinningsområde. Sönnerstträsket ligger i Piteälven Natura 2000-område.